# 潮来郵便局
潮来郵便局（いたこゆうびんきょく）は茨城県潮来市にある郵便局。民営化前の分類では集配普通郵便局であった。

## 概要
住所：〒311-2499 茨城県潮来市潮来103-3

## 沿革
- 1872年8月4日（明治5年7月1日） - 潮来郵便取扱所として開設[1]。
- 1873年（明治6年）4月1日 - 潮来郵便役所となる。
- 1875年（明治8年）1月1日 - 潮来郵便局（四等）となる。
- 1879年（明治12年） - 為替取扱を開始。
- 1880年（明治13年） - 貯金取扱を開始。
- 1899年（明治32年）11月16日 - 潮来郵便電信局となる。
- 1903年（明治36年）4月1日 - 通信官署官制の施行に伴い潮来郵便局となる。
- 1956年（昭和31年）12月15日 - 延方郵便局から電話交換事務の取扱を移管[2]。
- 1958年（昭和33年）3月31日 - 電話交換および電報配達事務の取扱を潮来電報電話局に移管。
- 1975年（昭和50年）8月4日 - 延方郵便局から集配業務を移管されるとともに、特定郵便局から普通郵便局に局種別改定。
- 2000年（平成12年）8月14日 - 外国通貨の両替および旅行小切手の売買に関する業務取扱を開始。
- 2007年（平成19年）10月1日 - 民営化に伴い、併設された郵便事業潮来支店に一部業務を移管。
- 2012年（平成24年）10月1日 - 日本郵便株式会社発足に伴い、郵便事業潮来支店を潮来郵便局に統合。

## 取扱内容
- 郵便、印紙、ゆうパック、内容証明
- 貯金、為替、振替、振込、国際送金、国債、投資信託
- 生命保険、バイク自賠責保険、自動車保険、がん保険、引受条件緩和型医療保険
- ゆうちょ銀行ATM
- 潮来市内の集配業務
- ゆうゆう窓口

## 風景印
- 表記は『潮来』
- 図案は『水郷風景』・『アヤメ』・『筑波山』
- 使用開始日は1975年（昭和50年）8月4日

### 過去の風景印
- 1952年（昭和27年）6月1日 - 1962年（昭和37年）5月31日
  - 図案は『水郷』・『筑波山』
- 1962年（昭和37年）6月1日 - 1975年（昭和50年）8月3日
  - 表記は『茨城潮来』
  - 図案は『水郷風景』・『アヤメ』・『筑波山』

## 周辺
- 前川あやめ園
- 潮来大橋
- 常陸利根川（北利根川）
- 前川

## アクセス
- JR鹿島線 潮来駅（西口）から徒歩約11分
- 鹿行広域バス「神宮あやめ白帆ライン」 稲荷山下停留所もしくは上町停留所下車
- 東関東自動車道 潮来ICから西へ約4.5km
- 駐車場あり：17台